# La rabbia (film, 2008)
Pour les articles homonymes, voir La rabbia.
Pour plus de détails, voir Fiche technique et Distribution.
La rabbia (littéralement, La Colère, ou La Rage) est un film italien réalisé par Louis Nero, sorti en 2008.

## Synopsis
L'histoire que raconte le film est celle d'un jeune réalisateur qui tente désespérément de faire un film. La vision du monde par le protagoniste silencieux par rapport aux états de peur et de détermination qui alternent dans la réalisation de son projet personnel.

## Fiche technique
- Titre : La rabbia
- Réalisation : Louis Nero
- Scénario : Louis Nero
- Photographie : Louis Nero
- Musique : Teho Teardo
- Durée : 120 minutes
- Date de sortie : 8 juin 2008

## Distribution
- Nico Rogner : le réalisateur
- Franco Nero: le mentor
- Faye Dunaway: la mère
- Tinto Brass: le producteur érotique
- Philippe Leroy: le grand-père
- Giorgio Albertazzi: le producteur
- Lou Castel: le charognard
- Corin Redgrave: le producteur
- Arnoldo Foà: l'acteur
- Hal Yamanouchi: le personnage de l'Est
- Jun Ichikawa: l'actrice
- Corso Salani: le scénariste
- Gregorio Napoli: le distributeur
- Barbara Enrichi: la secrétaire du distributeur
- Giampiero Lisarelli: le scénariste